# Кула (башня)

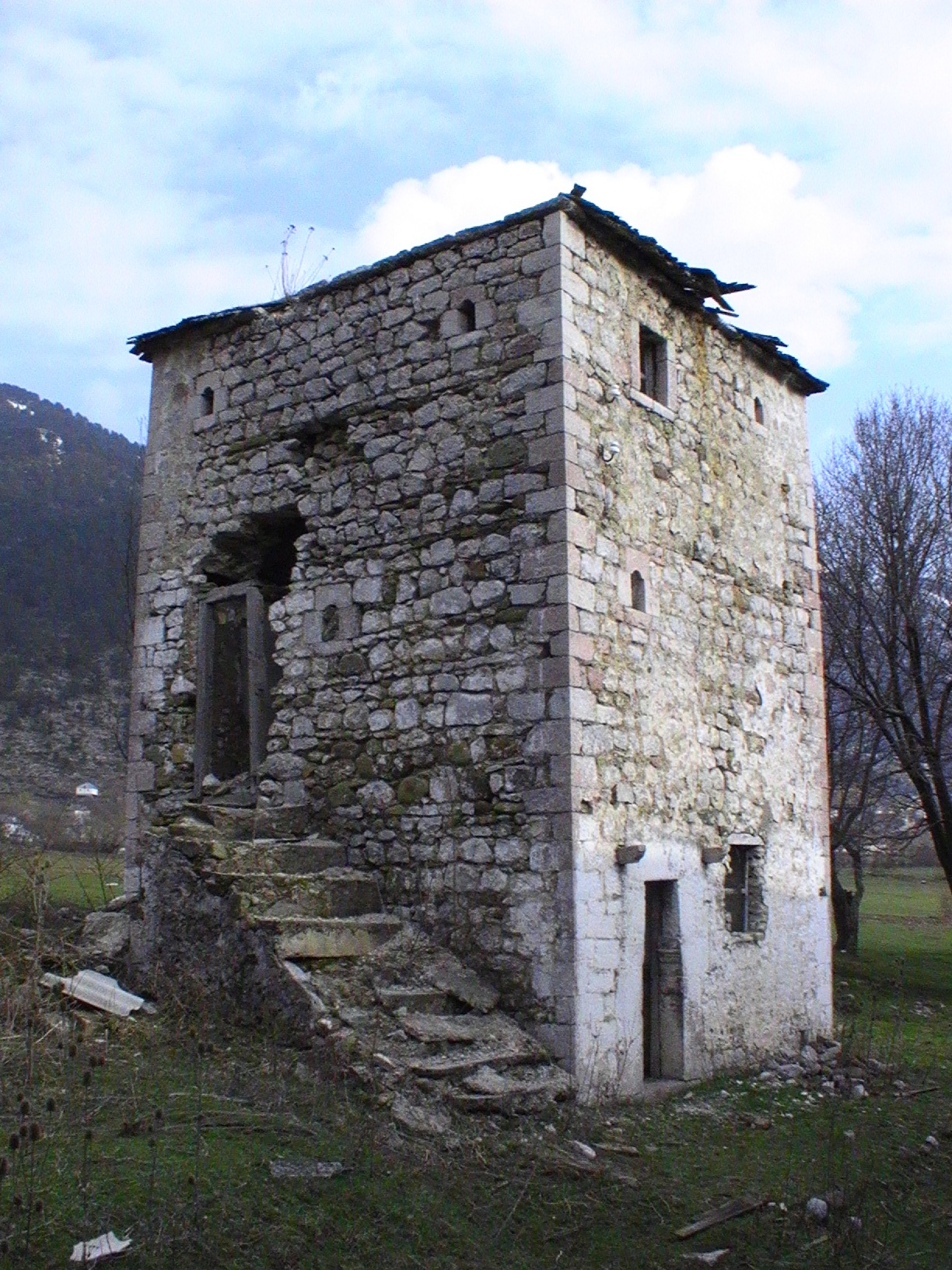
Кула в г. Лурос (Lurë)

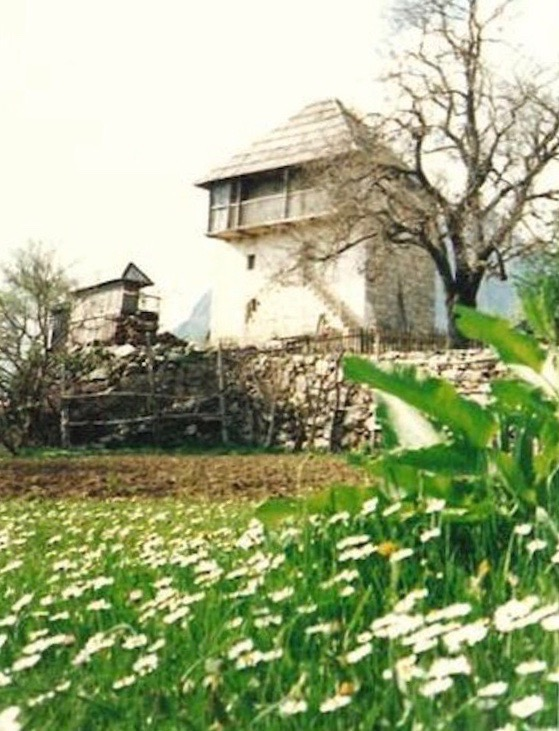
300-летняя типичная башня в Дукагьин в Абате.

Кула (kulla, от тур. kule — башня) — высокая укреплённая башня из камня в два или три этажа с навесными бойницами. Вплоть до начала XX века наряду с обычными жилыми домами строилась в горных районах Албании. Были распространены и в других странах на западе Балканского полуострова (в горных районах бывшей Югославии и Греции). Как правило, башни-кулы служили для жилья (для этих целей обычно выделялся второй этаж), небольшие узкие окна которой, корме прочего, служили для защиты от вражеских нападений.
Традиция строительства боевых башен, или родовых замков, конструкции, аналогичной кулам, характерна для таких регионов, как Кавказ (Грузия, Ингушетия, Чечня, Осетия), Сардиния, Ирландия, Корсика. Эта традиция связывается со спецификой культуры племён, предшествующим индоевропейскому населению Европы.
В Осетии такие башни называют галуан, в Грузии — цихе-сахли («дома-крепости»), чардахиани-сахли, калоиани-сахли, кор.